# Nüdlingen
Nüdlingen település Németországban, azon belül Bajorországban. Lakosainak száma 3996 fő (2023. december 31.).

## Népesség
A település népessége az elmúlt években az alábbi módon változott:
| Lakosok száma | 1350 | 2389 | 3587 | 3520 | 4031 | 3964 | 3913 | 3915 | 3971 | 3996 |
|               | 1875 | 1950 | 1975 | 1987 | 2012 | 2014 | 2016 | 2017 | 2021 | 2023 |